# Desastre da ponte interestadual I-40

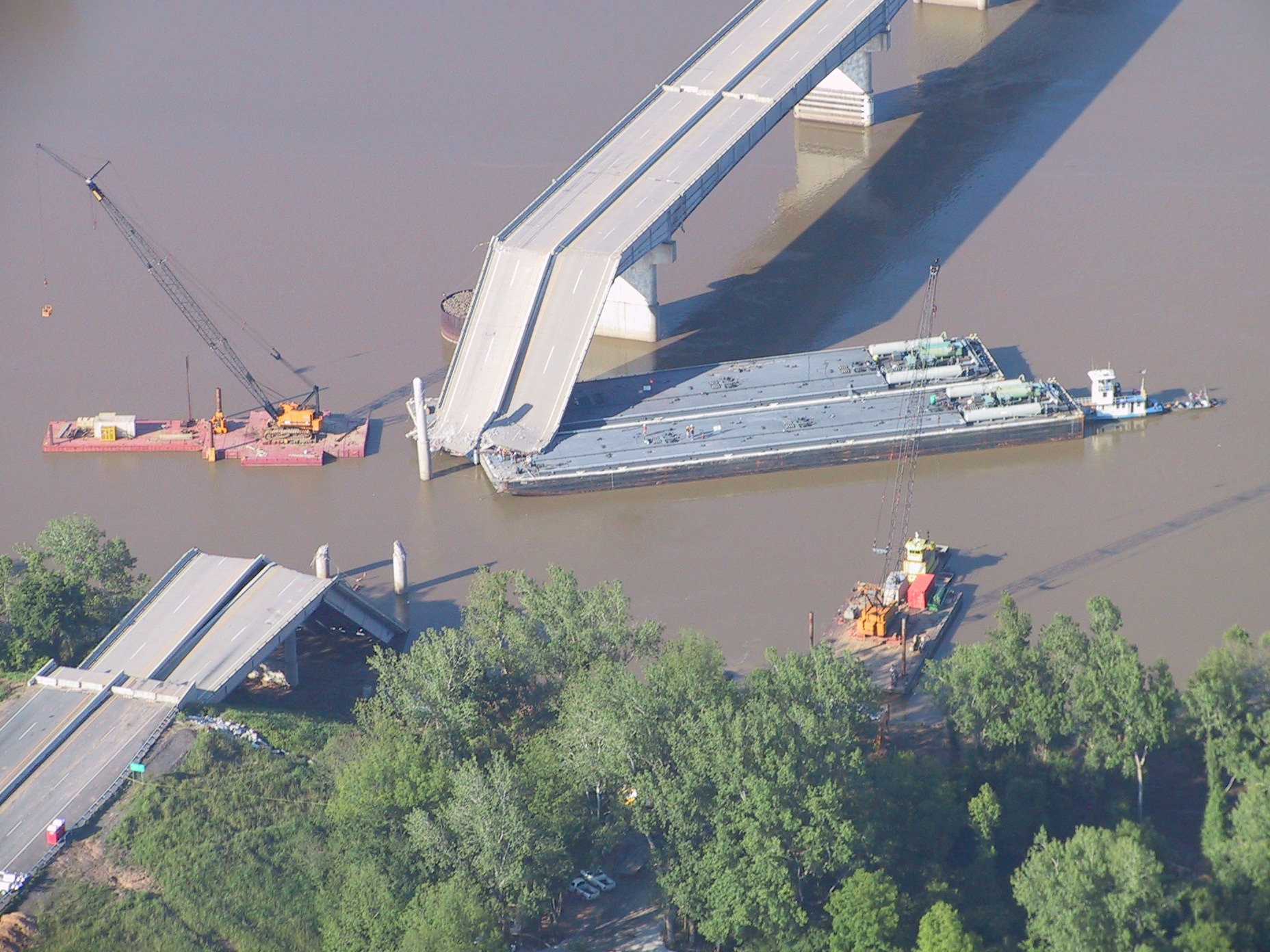
I-40 depois do acidente

O desastre da ponte Interestadual 40 foi um colapso de ponte ocorrido nos arredores de Webbers Falls, no estado de Oklahoma às 7h45 da manhã do dia 26 de Maio de 2002. 
Joe Dedmon, capitão do rebocador Robert Y. Love, desmaiou e perdeu o controle da embarcação, causando o impacto das barcaças que estava controlando, com o pilar número 3 da ponte. O impacto causou o desmoronamento de 150 metros da I-40. Um relatório posterior concluiu que o capitão não estava alcoolizado e nem sobre o efeito de drogas.
No momento do acidente, um torneio de pescaria acontecia rio acima, alguns quilômetros distante da ponte. Os participantes do torneio foram vitais no salvamento de vítimas. Morreram 14 pessoas e 5 ficaram feridas. Por não haver um sistema de aviso aos motoristas, o tráfego seguiu fluindo, fazendo os veículos que passavam pela ponte cair de uma altura aproximada de 30 metros e colidir uns contra os outros no rio Arkansas. 

## Vítimas do colapso da I 40
- Jeanine Cawley, 58
- Andrew Clements, 35
- Jerry Gillion, 58
- Patricia Gillion, 57
- Margaret Green, 45
- Misty Johnson, 28
- James Johnson, 30
- Shae Nicole Johnson, 3
- Harlis Martin, 49
- Susan Martin, 49
- David Mueggenborg, 52
- Jean Mueggenborg, 51
- Gail Shanahan, 49
- Paul Tailele Jr., 39